# 阿斯托加主教座堂

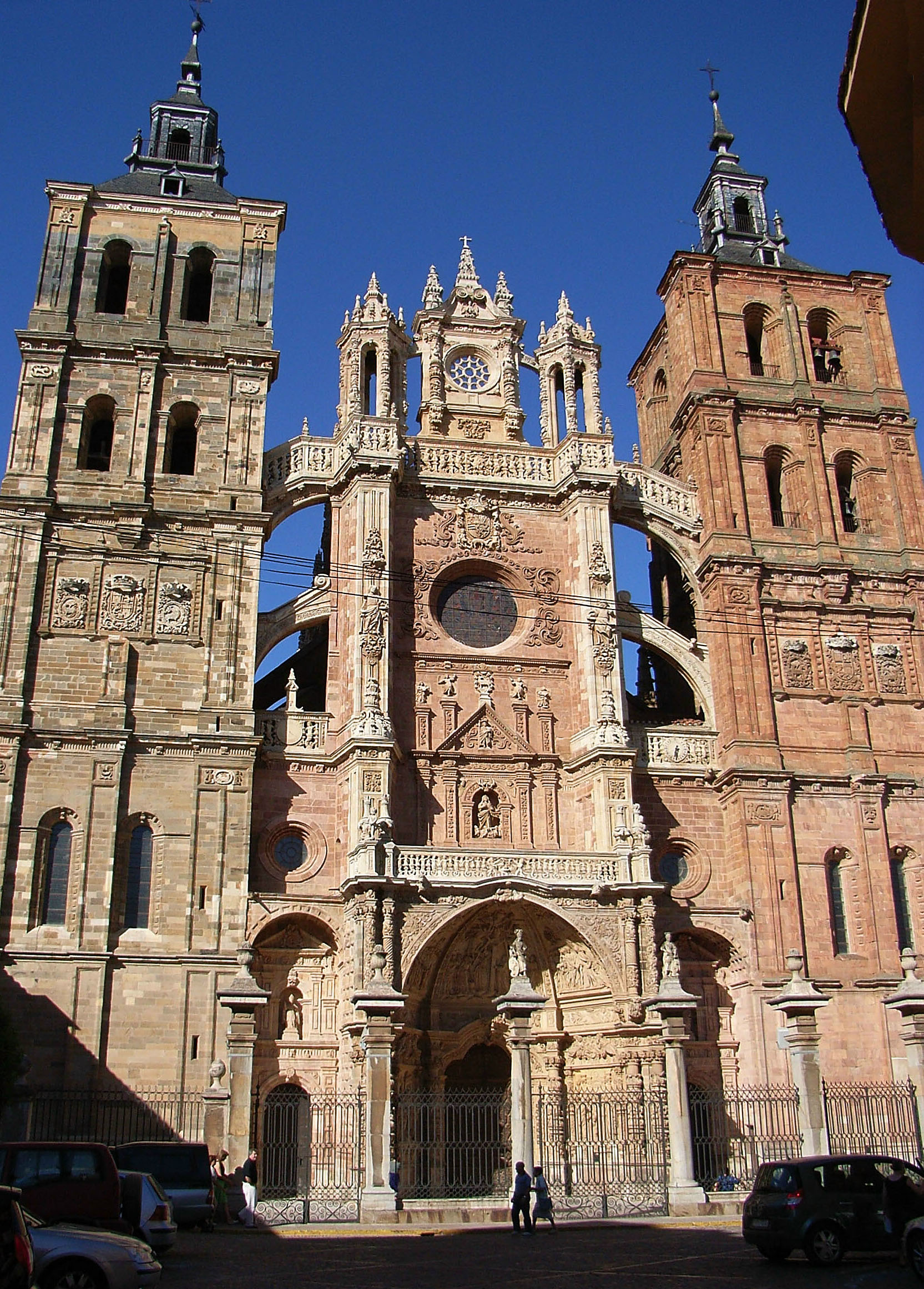
阿斯託加主教座堂

阿斯託加主教座堂（西班牙語：Catedral de Santa María de Astorga）是羅馬天主教阿斯託加教區的主教座堂，位於西班牙阿斯託加。1931年被列為國家文物。

## 簡介

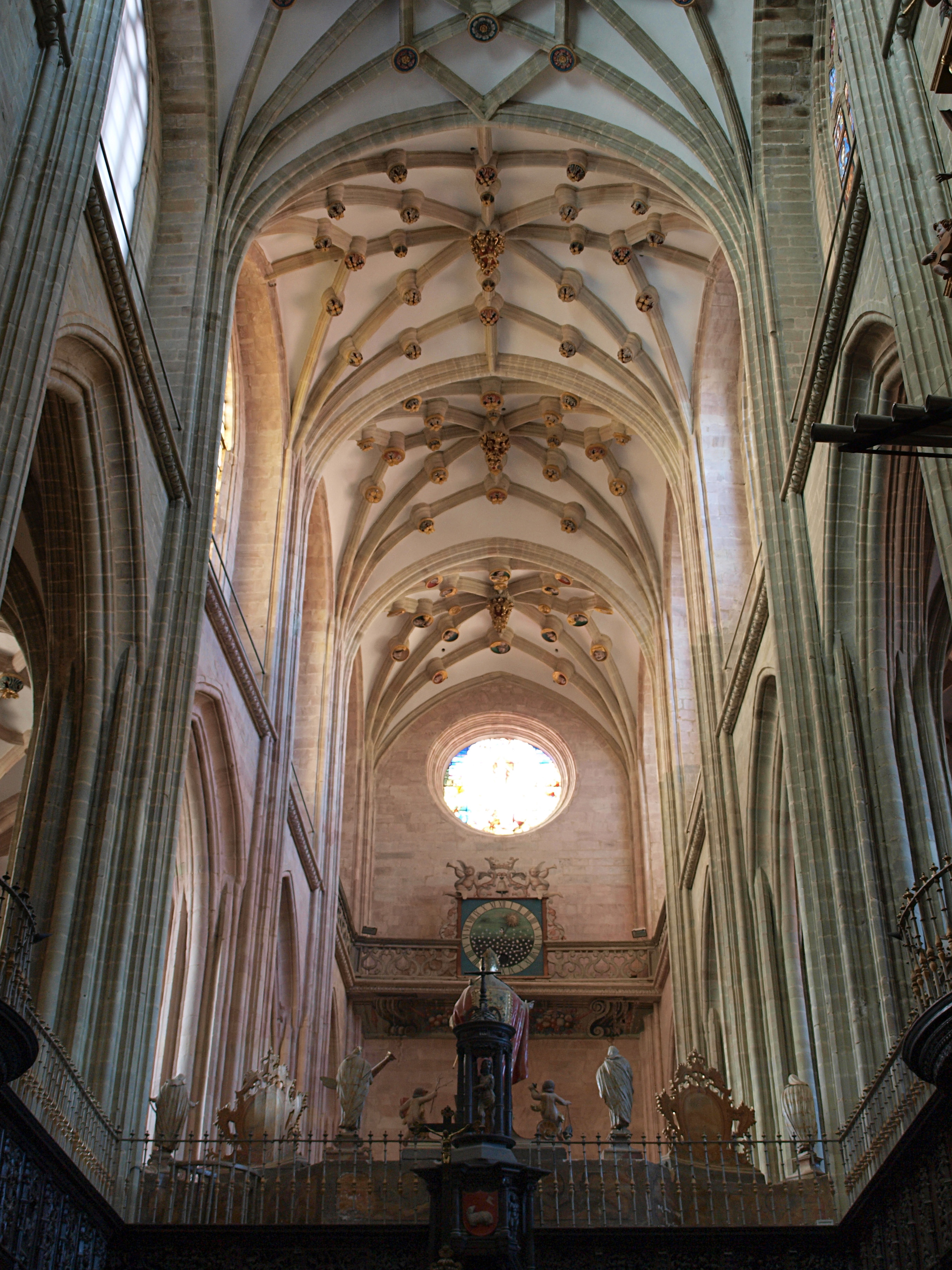
內部

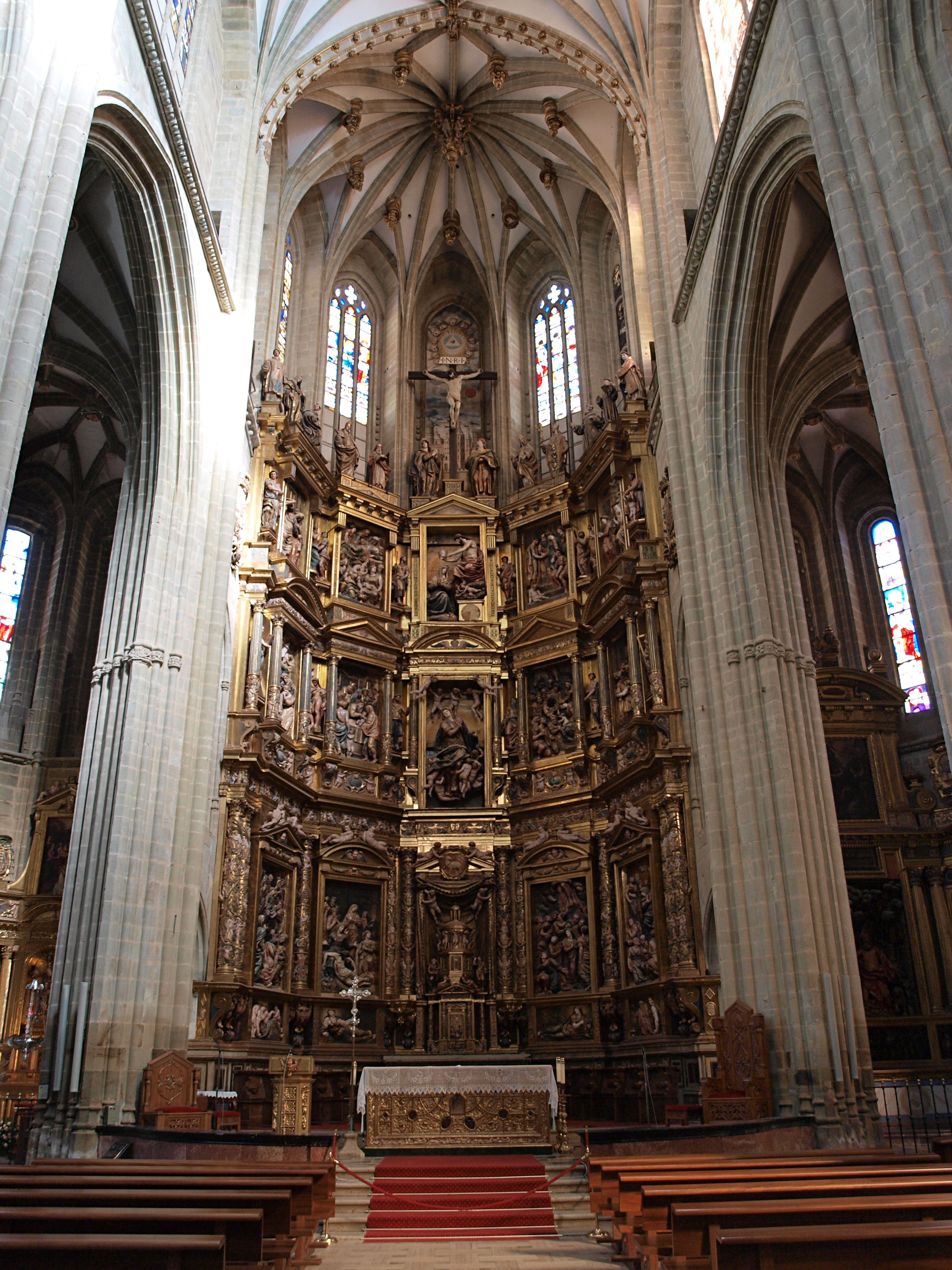
祭台

該建築始建於1471年，以取代建於11-13世紀的一座羅曼式建築。興建工程一直持續到18世紀，因此在原來的哥特式風格之外，加入了後來的建築風格的元素，例如新古典主義、巴洛克和文藝復興風格。堂內有許多藝術品。
主教座堂隔壁是新中世紀風格的主教宮。